# LGT

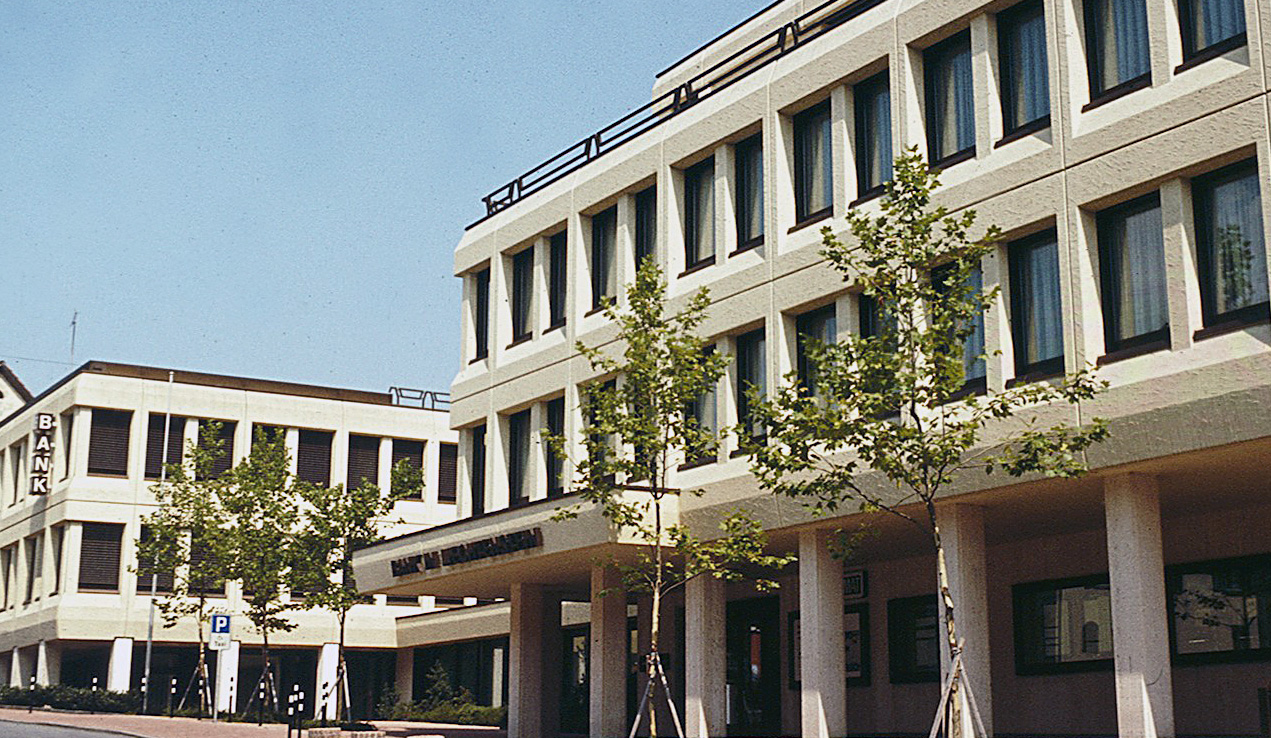
Prédio do banco LGT em Vaduz, Liechtenstein.

LGT (Liechtenstein Global Trust) é um grupo bancário pertencente à família principesca de Liechtenstein, a Casa de Liechtenstein.

## Cronologia
- 22 de novembro de 1920: reunião geral para a constituição da empresa.
- 1921: em maio, as atividades do negócio começam com dez empregados, e são alugados escritórios no andar baixo de um prédio governamental.
- 1930: a família principesca de Liechtenstein adquire a maior parte das ações.
- 1970: estabelecimento da Fundação Príncipe de Liechtenstein
- 1982: cria-se um grupo de representantes em Londres, que é a primeira base comercial no exterior.
- 1983: fundação da Bilfinanz und Verwaltung AG, em Zurique.
- 1984: fundação da BIL Treuhand AG, em Vaduz.
- 1986: banco de Liechtenstein torna-se público.
- 1989: toma controle da GT Management PLC, em Londres.
- 1990: fundação da BIL GT Group AG, em Vaduz.
- 1996: troca de nome (BIL GT Group converte-se em Liechtenstein Global Trust e BiL torna-se LGT Bank in Liechtenstein AG).
- 1998: venda da divisão gerencial de recursos, nova preparação do Grupo LGT, e S.A.S. o príncipe Philipp de Liechtenstein torna-se o novo presidente.
- 2003: Grupo LGT adquire Schweizerische Treuhandgesellschaft STG de Swiss Life.
- 2005: STG torna-se LGT

## Localizações

### Europa
- Alemanha: Berlim, Colônia, Frankfurt, Hamburgo, Mannheim, Munique, Stuttgart.
- Liechtenstein
- Luxemburgo: Luxemburgo (cidade)
- Áustria: Viena
- Suíça: Basileia, Berna, Zurique, Lausana, Lugano, Genebra, Pfäffikon

### Outras localidades
- Bahrein
- Ilhas Cayman
- Hong Kong
- Japão
- Malásia
- Singapura
- Uruguai
- Estados Unidos